# Морн де ла Гранд Монтань
Морн де ла Гранд Монтань (фр. Morne de la Grande Montagne) — вершина с высотой 240 метров на острове Микелон, расположенным в Атлантическом океане возле острова Ньюфаундленд. Является самой высокой точкой в Сен-Пьер и Микелон, заморском сообществе Франции
Расположена вершина возле центра острова Микелона, на средней и крупнейшей из её трёх частей — Гранд Микелон.
Вершина, как и весь Микелон, сложен древними породами. Основной тип растительности — заболоченные луга и сфагновые болота с торфяниками, сходные с растительностью тундры.